# Zele picinervis
Zele picinervis är en stekelart som beskrevs av Van Achterberg 1979. Zele picinervis ingår i släktet Zele och familjen bracksteklar. Inga underarter finns listade i Catalogue of Life.